# ガブリエル・ガルシア＝マルケス
ガブリエル・ホセ・デ・ラ・コンコルディア・ガルシア・マルケス（Gabriel José de la Concordia García Márquez, 1928年3月6日 - 2014年4月17日）は、コロンビアのジャーナリスト、小説家。架空の都市マコンドを舞台にした作品を中心に、魔術的リアリズムの旗手として文学界に多大な影響を与える。1982年にノーベル文学賞受賞。
『百年の孤独』『コレラの時代の愛』は、2002年にノルウェイ・ブッククラブによって「世界傑作文学100」に、またル・モンドの「ル・モンド20世紀の100冊」選ばれた。コロンビアで何かがあるたびにスポークスマンのような役割を果たすこともある（シャキーラについての言及など）。
アメリカ合衆国で活動する映画監督のロドリゴ・ガルシアは実の息子である。

## 略歴
ガルシア・マルケスは1928年、コロンビアのカリブ海沿岸にある人口2000人ほどの寒村アラカタカに生まれる。事情により両親と離別し、祖父母の元に預けられて幼年期は3人の叔母と退役軍人の祖父ニコラス・コルテス、迷信や言い伝え、噂好きの祖母ランキリーナ・イグアラン・コテスと過ごした。のちに代表作になる『百年の孤独』および一連の小説は、祖父母が語ってくれた戦争体験や近所の噂話、土地に伝わる神話や伝承に基づくところが大きい。特に『百年の孤独』は、ガルシア・マルケスが17歳のときに執筆を決意した作品であるため、祖父母の影響が色濃く残っている。特にガルシア・マルケスに影響を与えたのは祖父で、『落葉』の老大佐、『大佐に手紙は来ない』の退役大佐、『百年の孤独』のアウレリャーノ・ブエンディーア大佐などのモデルになったと言われている。1936年、女系家庭の中で唯一の男性であり、なんでも話せる男友達のようであった祖父がなくなる。1941年、両親の元に戻る。
高校時代からガルシア・マルケスは執筆活動を始めており、『エル・エスペクタドール』紙に短編を投稿し掲載されている。1947年、コロンビア国立大学法学科に入学する。この頃、ラテンアメリカの作家を志す若者らは一般に法学科に入籍することが多く、ガルシア・マルケスと並び評されるマリオ・バルガス・リョサ、その他多くの作家が法学科に在籍していた。このコロンビア国立大学法学部時代、同級生だったカミロ・トーレス・レストレポと親友となり、カミロ・トーレスはガルシア＝マルケスの二男に洗礼を授けるなど以後長く交友を続けた。
1948年、ボゴタ暴動が起こり学校が閉鎖されたため、家族の住むカルタヘナのカルタヘナ大学に移るが、生活難により中退する。『エル・ウニベルサル』紙の記者として働き、安アパートで貧乏暮らしをする。この頃、ジェイムズ・ジョイスやフランツ・カフカ、ウィリアム・フォークナー、ヴァージニア・ウルフ、ミゲル・デ・セルバンテスなどを耽読した。特にウィリアム・フォークナーは、のちにガルシア・マルケス作品の土台をなすうえで絶大な影響を与えた作家である。後に、ノーベル賞の受賞演説の冒頭で、「フォークナーが立ったのと同じ場所に立てたことはうれしい」と語ったほどである。またフランツ・カフカについては、『変身』を読んだことで大きな衝撃を受け、ガルシア・マルケス自身の作風を確立する上で決定的な体験の一つになると共に、文学そのものに関心を持つ大きなきっかけとなった（ガルシア・マルケスは後年ミラン・クンデラに「ひとが別様に書くことができると理解させてくれたのはカフカだった」と語っている）。ヴァージニア・ウルフについては、もし『ダロウェイ夫人』のある一節を読まなければ今とは違った作家になっていただろうとのコメントを残している。
1954年には『エル・エスペクタドール』紙の記者としてボゴタへ戻り、翌1955年に教皇崩御を伝えるためにローマへ飛ぶ。ローマにて映画評論を本国へ送るかたわら、「映画実験センター」の映画監督コースで学ぶ。この体験によって後年、自身が映画監督を務めることにもなる。しかし同じ1955年、自由党派『エル・エスペクタドール』紙は当時の独裁者ロハス・ピニーリャの弾圧によって廃刊する。これにより収入のなくなったガルシア・マルケスは、安アパート「オテル・ド・フランス」で極貧生活を送ることになる。ガルシア・マルケスはこの地で『大佐に手紙は来ない』を執筆する。
1957年、友人が編集長を務めるベネズエラの首都カラカスの雑誌『エリーテ』にヨーロッパから記事を送り生活する。1958年に結婚するためコロンビアにいったん戻り、カラカスに移り住む。この時に使われた旅費は1955年に出版された『落葉』によるものだった。『落葉』は、ガルシア・マルケスがヨーロッパ滞在中に彼の友人が祖国で『落葉』の原稿を見つけて、本人に無断で出版社に持ち込んだ作品であった。いわば偶然世に出た作品であった。
1959年キューバに渡りフィデル・カストロを知り、キューバ革命成立とともに国営通信社「プレンサ・ラティーナ」のボゴタ支局編集長となったが、間もなく編集部の内部抗争に嫌気がさし辞職する。しかしカストロとの親交は続き、2007年3月には病床のカストロを見舞った。
1961年にメキシコに渡り映画製作に携わるかたわら、『大佐に手紙は来ない』を発表する。1962年に前年から書いていた『悪い時』とカラカス時代に書き溜めた短編集『ママ・グランデの葬儀』を発表している。
1967年は『百年の孤独』が発表された年である。1965年のある日、アカプルコ行きの車の中で17歳の頃から温めていた構想が一気にまとまったという。18ヶ月間タイプライターを叩きつづけて『百年の孤独』は完成した。『百年の孤独』は、スペイン語圏で「まるでソーセージ並によく売れた」と言われ、貧乏生活から足を洗うことになる。1960年代、フリオ・コルタサルやバルガス・リョサ、ガルシア・マルケスを中心としたラテンアメリカ文学の人気は「ブーム」と呼ばれ、日本でも例外ではなく、知識人なら読んでいなければ恥であると言われるくらいのものだった。特に『百年の孤独』は、大江健三郎や筒井康隆、池澤夏樹、寺山修司、中上健次など多くの作家に影響を与えた。
1973年チリ出身のノーベル文学賞受賞者で、ラテンアメリカの代表的詩人パブロ・ネルーダが亡くなった時、ガルシア・マルケスはアウグスト・ピノチェトの軍事政権が消滅するまでは新しい小説を書かないと宣言したが、ネルーダ未亡人の懇望によって1975年、政治風刺色の強い『族長の秋』を発表した。ただガルシア・マルケス自身は「小説家の任務は優れた小説を書くこと」として、政治の舞台には一度も上がっていない。
1981年、ガルシア・マルケス自身が最高傑作だという『予告された殺人の記録』を発表した。この作品は実際に起きた事件をモチーフにして書かれたものであるが、あまりにも描写が精緻であったために、事件の真相を知っているのでは、と当局に疑われたという逸話を持っている。
1982年10月21日、スウェーデン王立アカデミーにて、ラテンアメリカでは4番目となるノーベル文学賞を受賞した。受賞の理由としては、「現実的なものと幻想的なものを結び合わせて、一つの大陸の生と葛藤の実相を反映する、豊かな想像の世界」を創り出したことにあった。
1992年に肺に出来た腫瘍を除去した。1997年、メキシコに移住する。1999年、ロサンゼルスの病院でリンパ腫の治療を受けた。
2004年10月20日、10年ぶりに新作の小説『わが悲しき娼婦たちの思い出』を出版する。海賊版の出回りを防ぐために出版直前に最終章を変更している。
2012年6月12日、認知症を患っている可能性があると報じられた。同年7月7日、ガルシア・マルケスの弟が「兄が電話で基本的なことを何度も尋ねてくる」などと語り、家族として初めてガルシア・マルケスが認知症を患い、記憶障害に陥っていることを公言したと報じられた。
2014年3月下旬より肺感染症などで入院し、4月上旬に退院し自宅療養していたが、4月17日にメキシコ市内の自宅で死去。87歳没。メキシコシティの自宅前にはファンが相次いで花を供え、4月21日には追悼式が行われた。また、生地であるコロンビアでは3日間の服喪が宣言された。

## 出生の謎
上記のとおり、ガルシア・マルケスは、1928年にアラカタカで生まれたとされている。しかし、彼の親兄弟の証言や出生証明書を見ると、1927年生まれとする説が有力になっている。この食い違いは、若かりし頃のパスポートの誤記が原因とされているが、ガルシア・マルケス本人が1928年生まれであるとしているため、主な作品の作者略歴などは1928年を採用している。そのため、この項目でも1928年を一応の生年とした。

## 作品一覧

### 小説
- 短編集　落葉（La hojarasca）-1955年（高見英一訳、新潮社、1980年）
- 大佐に手紙は来ない（El coronel no tiene quien le escriba）-1961年（内田吉彦訳、集英社「世界の文学」、1978年）
- 土曜日の次の日　桑名一博訳（同上）
- 青い犬の目（Ojos de perro azul）-1962年（井上義一訳、福武書店、1990年／福武文庫、1994年）、短編11篇
- 悪い時（La mala hora）-1962年（高見英一訳、新潮社、1982年）（寺尾隆吉訳、光文社古典新訳文庫、2024年）
- ママ・グランデの葬儀（Los funerales de la Mamá Grande）-1962年（桑名一博・安藤哲行訳、国書刊行会、1979年／集英社文庫、1982年）
- 百年の孤独（Cien años de soledad）-1967年（鼓直訳、新潮社、1972年、改訳版1999年／新潮文庫、2024年）
- ガルシーア=マルケス全短篇集 （山蔭昭子・森下英子ほか訳、創土社、1983年）
- 族長の秋（El otoño del patriarca）-1975年 （鼓直訳、集英社、1983年／集英社文庫、1994年、改版2011年／新潮文庫、2025年）
- エレンディラ（La increíble y triste historia de la cándida Eréndira y de su abuela desalmada）-1978年

（鼓直・高見英一訳、サンリオ文庫、1983年／ちくま文庫、1988年）
「純真なエレンディラと邪悪な祖母の信じがたくも痛ましい物語」（野谷文昭編訳、河出書房新社、2019年）- 作品12編「大佐に手紙は来ない」ほか
新版「ガルシア=マルケス中短篇傑作選」（河出文庫、2022年）
- 予告された殺人の記録（Crónica de una muerte anunciada）-1981年（野谷文昭訳、新潮社、1983年／新潮文庫、1997年）
- コレラの時代の愛（El amor en los tiempos del cólera）-1985年（木村栄一訳、新潮社、2006年）
- 迷宮の将軍（El general en su laberinto）-1989年（木村栄一訳、新潮社、1991年）
- 十二の遍歴の物語（Doce cuentos peregrinos）-1992年（旦敬介訳、新潮社、1994年）
- 愛その他の悪霊について（Del amor y otros demonios）-1994年（旦敬介訳、新潮社、1996年）
- わが悲しき娼婦たちの思い出 （Memoria de mis putas tristes）-2004年（木村栄一訳、新潮社「全小説」、2006年）
- 出会いはいつも八月（未完の遺作）-（旦敬介訳、新潮社、2024年3月）

### ノンフィクション・エッセイなど
- ある遭難者の物語（Relato de un náufrago）- 1970年（堀内研二訳、風の薔薇、1982年／水声社、1992年）
- ジャーナリズム作品集 （鼓直・柳沼孝一郎訳、現代企画室〈ラテンアメリカ文学選集〉1991年）
- 戒厳令下チリ潜入記－ある映画監督の冒険（La aventura de Miguel Littín clandestino en Chile）-1986年（後藤政子訳、岩波新書 黄版、1986年）
- 幸福な無名時代（旦敬介訳、筑摩書房、1991年／ちくま文庫、1995年）
- 物語の作り方-ガルシア＝マルケスのシナリオ教室（Cómo se cuenta un cuento）- 1996年（木村栄一訳、岩波書店、2002年／岩波現代文庫、2025年）
- 誘拐（Noticia de un secuestro）-1996年（旦敬介訳、角川春樹事務所、1997年／改題「誘拐の知らせ」ちくま文庫、2010年）
- 生きて、語り伝える（スペイン語版、英語版）（Vivir para contarla）-2002年（旦敬介訳、新潮社、2009年）- 自伝で「全小説」最終巻
- ぼくはスピーチをするために来たのではありません（木村栄一訳、新潮社、2014年）
- グアバの香り　ガルシア＝マルケスとの対話、聞き手プリニオ・アプレーヨ・メンドーサ（木村栄一訳、岩波書店、2013年）
- 疎外と叛逆　ガルシア・マルケスとバルガス・ジョサの対話（寺尾隆吉訳、水声社、2014年）
- ガルシア＝マルケス「東欧」を行く（木村栄一訳、新潮社、2018年）

### 全集
- ガルシア＝マルケス全小説 (Obras de García Márquez)  新潮社（全10巻）、2006-2009年
  - 1947-1955 落葉 他12篇（高見英一、桑名一博、井上義一訳　2007年）
  - 1958-1962 悪い時 他9篇（高見英一、桑名一博、内田吉彦、木村榮一、安藤哲行訳　2007年）
  - 1967 百年の孤独（鼓直訳　2006年）
  - 1968-1975 族長の秋 他6篇（鼓直、木村榮一訳　2007年）
  - 1976-1992 予告された殺人の記録／十二の遍歴の物語（野谷文昭、旦敬介訳　2008年）
  - 1985 コレラの時代の愛（木村榮一訳　2006年）
  - 1989 迷宮の将軍（木村榮一訳　2007年）
  - 1994 愛その他の悪霊について（旦敬介訳　2007年）
  - 2004 わが悲しき娼婦たちの思い出（木村榮一訳　2006年）
  - 2009 自伝 生きて、語り伝える（旦敬介訳　2009年）

## 回想・評伝・作品論
- 『父ガルシア＝マルケスの思い出　さようなら、ガボとメルセデス』

ロドリゴ・ガルシア（旦敬介訳、中央公論新社、2021年）
- ジェラルド・マーティン『ガブリエル・ガルシア＝マルケス　ある人生』（木村榮一訳、岩波書店、2023年）
- 『絆と権力　ガルシア＝マルケスとカストロ』（野谷文昭訳、新潮社、2010年）

アンヘル・エステバン／ステファニー・パニチェリ。フィデル・カストロとの交流を扱う
- 田村さと子『百年の孤独を歩く　ガルシア＝マルケスとわたしの四半世紀』（河出書房新社、2011年）
- 木村榮一『謎ときガルシア＝マルケス』（新潮選書、2014年）
- マリオ・バルガス・リョサ『ガルシア・マルケス論　神殺しの物語』（寺尾隆吉訳、水声社、2022年）

## 評価と頌辞

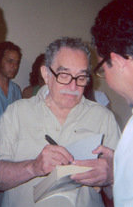
ハバナでサインをするガルシア・マルケス

- 鼓直（訳者）「多少の誇張はあっても南米の多難の歴史、生きるうえでのグロテスクな部分や猥雑さ、矛盾、葛藤をもとに書いていました」
- 木村榮一（訳者）「物語の力をよみがえらせ、読者と作家に新鮮な驚きと可能性を感じさせた。天性の語り部でした。セルバンテスと並び、スペイン語による文学の最高峰です」[15]
- 野谷文昭（訳者）「彼の創作の姿勢は現実模倣や大衆小説の安易な娯楽性とは一線を画し、"純文学"志向を貫いた。要望がありながらも『百年の孤独』の続編を書かず、代わりにジョイスに倣い、統辞法を破壊する実験的手法で独裁者小説を書く。このように繰り返しを嫌うところにも彼の作家としての矜持が窺える」と[16]追悼寄稿した。
- 池澤夏樹は「20世紀の世界文学シーンを変えたとんでもない作家。19世紀から欧州で発達してきた成熟した市民社会を舞台にした小説は、ジョイス『ユリシーズ』、プルースト『失われた時を求めて』を頂点に、行き詰まりになっていた。そこにまるで違う原理を持ち込んだ。市民でも欧州でもなく、リアリズムでさえない。20世紀後半の世界に、小説という鉱脈はまだあり、鉱石が埋まっていることを示した」とした[17]。
- 旦敬介（訳者・明治大学国際日本学部教授）「アフリカ系のものと先住民系のものが交錯する土俗的な辺境の村の物語は、洗練されたインターナショナルなところなど微塵もないまさに辺境の物語であるがゆえに、世界中のどこの人にとっても身近な物語として受け止めることが可能だった。ローカルな世界こそが、実はインターナショナルな世界だった、という覚醒をガルシア・マルケスは世界にもたらした」と追悼寄稿。[18]
- 星野智幸「自分にとっての核心です。マルケスを読んで、自分の中にあるものを『それでいい』と肯定された気がした。マルケスがいなければ、自分の小説は書けなかったと思う」[18]
- 藤沢周「それまで読んだ海外や日本の作家とは次元が違うパワーをもらった」[18]
- 元コロンビア大統領アルバロ・ウリベ・ベレス「マスター·ガルシア·マルケス、永遠の感謝をささげます。地球上の何百万人もの人々が私たちの国と恋に落ちた。あなたの言葉に魅了されて」[19]
- チリの作家イサベル・アジェンデ「私が師と仰ぐ人物は亡くなった。だが私はその死を嘆かない。あの人の存在自体が失われたわけではないから。私はあの人の言葉を繰り返し読み続けるだろう」[13]
- イアン・マキューアン「本当に不世出の作家で、世界中にあれ程の特別な説得力を発揮し、文学の高みを極めた作家を見つけるにはディケンズまでさかのぼらなければならない」[14]
- コロンビアのフアン・マヌエル・サントス大統領「コロンビア史上、最も崇拝され大切に思われている人を亡くして、全国民は喪に服している」[14]
- バラク・オバマ「世界は最も偉大な幻想文学の作家の1人を失った」[20]
- サルマン・ラシュディ「私はガルシア·マルケスの大佐や将軍を知っている。少なくともインドとパキスタンにおける彼らを。彼の司教は私のムッラーで、彼の市場は私のバザールだった。彼は事実を見失ったことのないジャーナリストだった。彼は夢の真実を信じる夢想家だった」[21]